# Salmo obtusirostris
Salmo obtusirostris är en fiskart som först beskrevs av Heckel, 1851.  Salmo obtusirostris ingår i släktet Salmo och familjen laxfiskar. Inga underarter finns listade i Catalogue of Life. Arten listas ibland i släktet Salmothymus.
Denna laxfisk har en ljusbrun till ljusgrön grundfärg med mörka eller röda punkter. Den kännetcknas av en trubbig nos. Exemplaren blir upp till 70 cm långa.
Individerna har olika ryggradslösa djur som föda. Fortplantningen sker i april och maj.
Arten lever i vattendrag som mynnar i Adriatiska havet i Kroatien, Bosnien och Hercegovina samt Montenegro. Floderna avvanttnar regioner med kalkstensklippor.
Beståndet hotas av intensivt fiske, av byggnadsverk i floderna, av vattenföroreningar och av introducerade fiskar som kan resultera i hybrider. IUCN kategoriserar arten globalt som starkt hotad.